# Гранівський район
Гра́нівський райо́н — колишній район Гайсинської і Уманської округ.

## Історія
Утворений 7 березня 1923 року з центром у Гранові в складі Гайсинської округи Подільської губернії.
3 червня 1925 року після розформування Гайсинської округи приєднаний до Уманської округи.
15 вересня 1930 року ліквідований з віднесенням території до складу Гайсинського району.